# Razgrad
Pour les articles homonymes, voir Razgrad (homonymie).
Razgrad (en bulgare : Разград, en turc : Razgrad) est une ville du nord-est de la Bulgarie, chef-lieu de l'oblast homonyme.
La ville, située à 130 km de Varna (sur la mer Noire) et 66 km de Roussé (sur le Danube), est construite sur les ruines de l'ancienne ville romaine d'Abritus et figure déjà avec son nom actuel sur des cartes arabes du XIIe siècle.
Razgrad a l'une des plus importantes populations turcique de Bulgarie, avec 27 % de sa population se déclarant turcique en 1998. Elle compte environ 35 007 habitants.
Au centre-ville s'élève la deuxième mosquée (de par sa grandeur et après celle de Choumen) datant du XVIe siècle et construite avec des blocs de pierre puisés des vestiges d'Abritus.

## Histoire

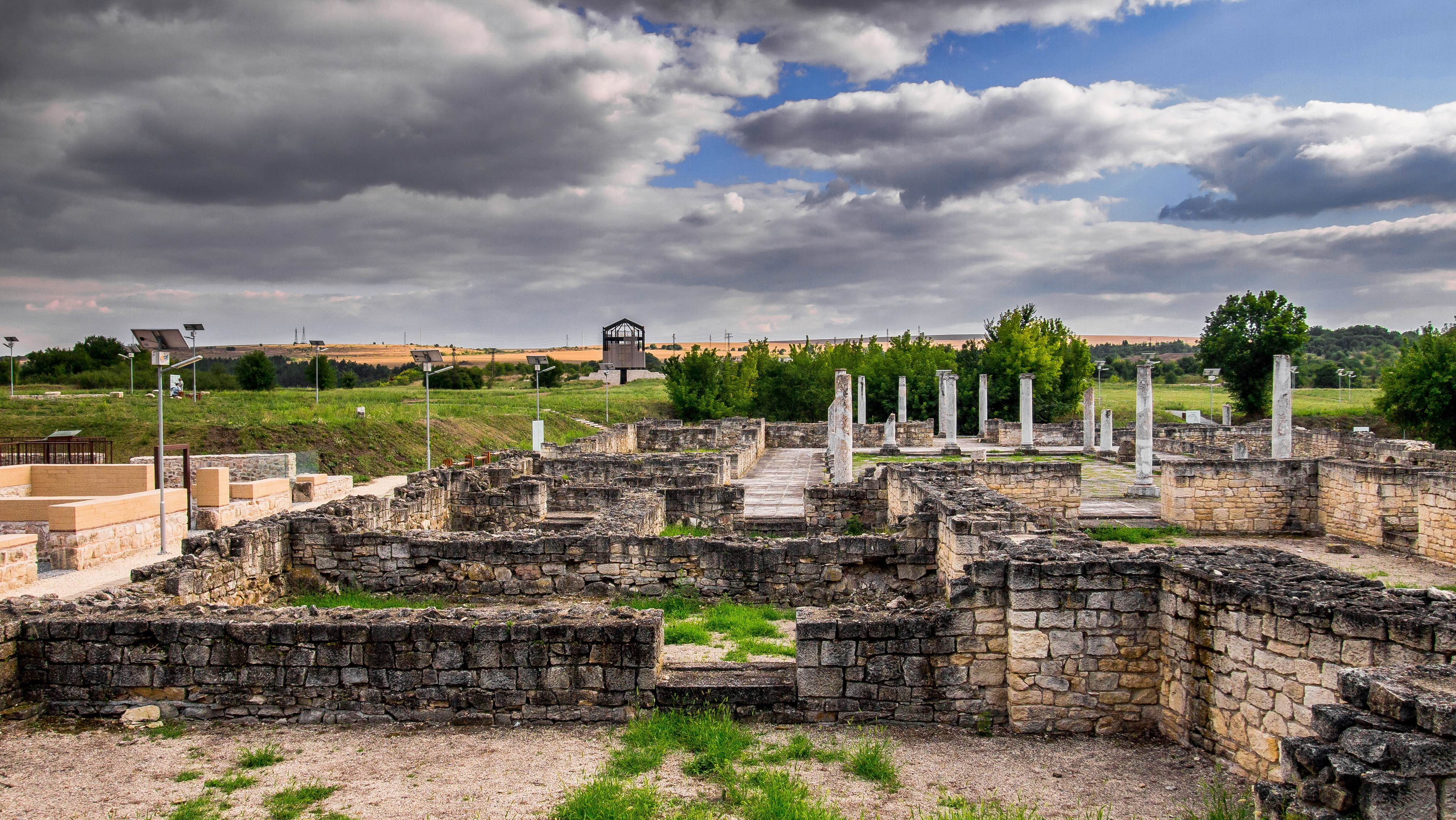
Les ruines d'Abritus

Razgrad est une ville très ancienne. Sous ce nom elle figure sur des cartes arabes de l'an 1200. Razgrad est l'héritière d'Abritus, cité romaine prospère, dont les vestiges sont toujours présents. Il y a des pierres d'Abritus en remploi dans toute la ville. Abritus était construite en blocs de pierre blanche, d'une taille relativement petite, ce qui a beaucoup facilité son démantèlement durant les siècles et leur utilisation dans divers chantiers. L'on trouve des pierres dans les fondations d'anciennes maisons, sans parler de la grande mosquée du XVIe siècle Ibrahim pacha, construite entièrement avec du matériel prélevé sur le site d'Abritus.
Razgrad est à la tête d'une des deux zones en Bulgarie où se concentrent des minorités turques (l'autre est Kardjali - Haskovo). Pour des raisons historiques, sa proximité des axes nord-est a fait que les terres aux alentours de Razgrad ont connu des populations tatares et tcherkèzes à la suite de diverses invasions depuis le Moyen Âge. Sous l'Empire ottoman Razgrad se trouvait dans le carré défensif formé par les forts de Varna, Choumen, Roussé et Silistra. L'installation progressive de ces nouvelles populations explique la diversité ethnique en Bulgarie de nord-est aujourd'hui.

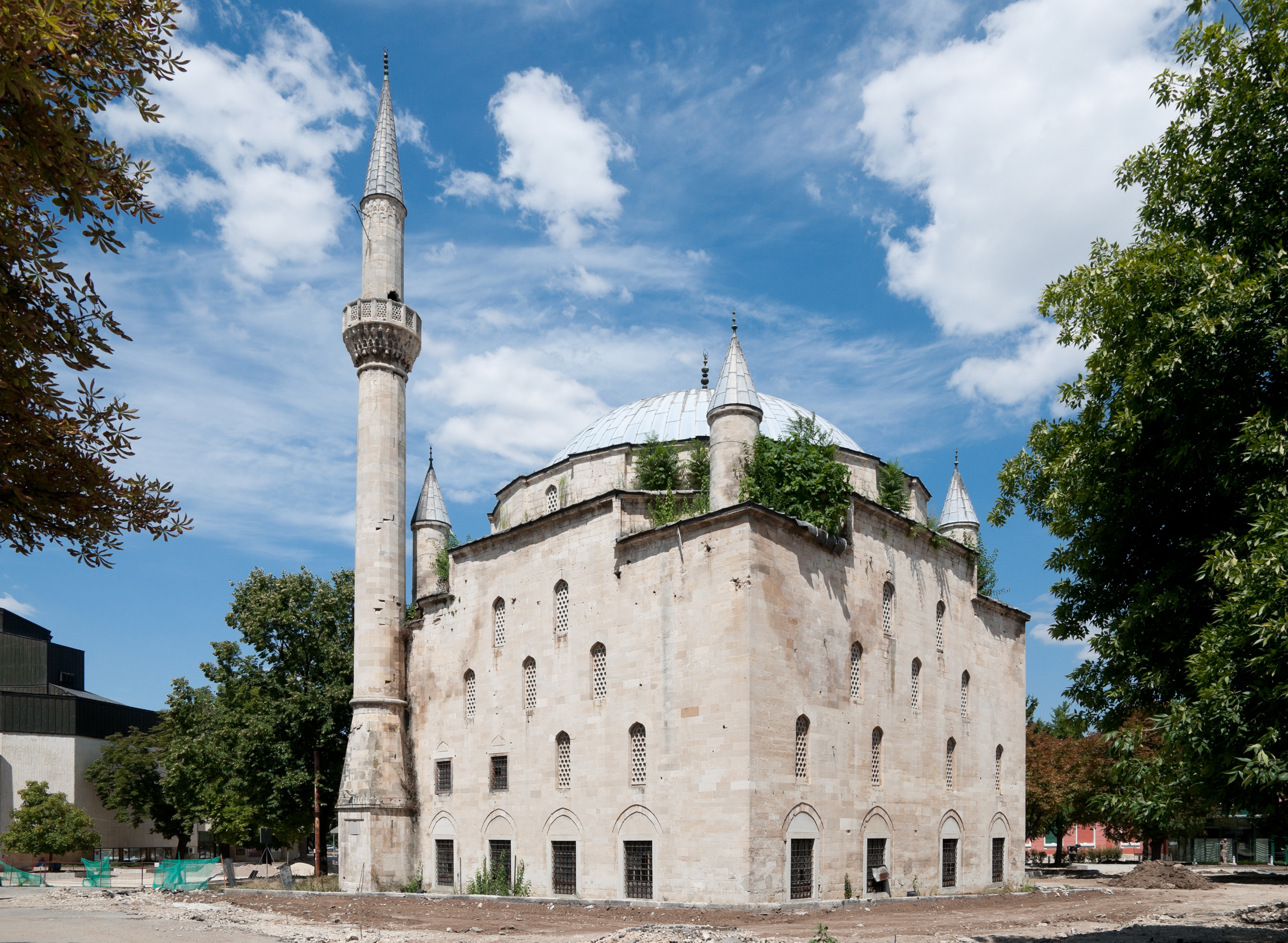
La Mosquée Ibrahim Pasha

## La mosquée Ibrahim Pacha
Bâtie en 1635 avec les pierres de la ville romaine d'Abritus, elle est l'une des plus belles et majestueuses en Bulgarie. La mosquée se situe en centre-ville, son intérieur est richement décoré en fresques mais malheureusement elle n'est pas ouverte pour visites. Elle fait partie de l'un des 100 monuments du patrimoine national.

## Eléments emblématiques
Les éléments emblématiques de Razgrad sont la cité romaine d'Abritus, l'imposante mosquée Ibrahim pacha du XVIe siècle (seconde en Bulgarie et troisième sur les Balkans), le lycée de 1868 et son grand hôtel en forme de cylindre/colimaçon (en manque de repreneur ces dernières années).

## La foire de Razgrad
Elle a lieu pendant 15 jours tous les ans et commence au début de septembre. L'objectif recherché est plutôt local. Les entreprises de Razgrad exposent leur production et leur savoir-faire, des concerts et des manifestations culturelles sont organisés tout en ayant une vraie fête foraine, celle-ci prenant place dans le parc de la ville.

## Industrie
Razgrad est une ville industrielle phare en Bulgarie. Ici se trouve la plus grande usine pharmaceutique des Balkans, spécialisée dans la production d'antibiotiques, la plus grande usine de productions de pièces pour l'industrie mécanique, la plus grande usine de production de verre plat. Ces entreprises d'état ont été privatisées et leur conversion fut plus ou moins réussie.
Centre agricole important Razgard concentre les plus grandes capacités de transformation de maïs et la production de farines dérivées en Bulgarie, entreprise privatisée par Amylum (Belgique).

## Climat
La ville de Razgrad connaît un climat continental modéré, avec quatre saisons bien marquées. Les étés sont chauds, les hivers froids, La température annuelle moyenne est de 10.6.

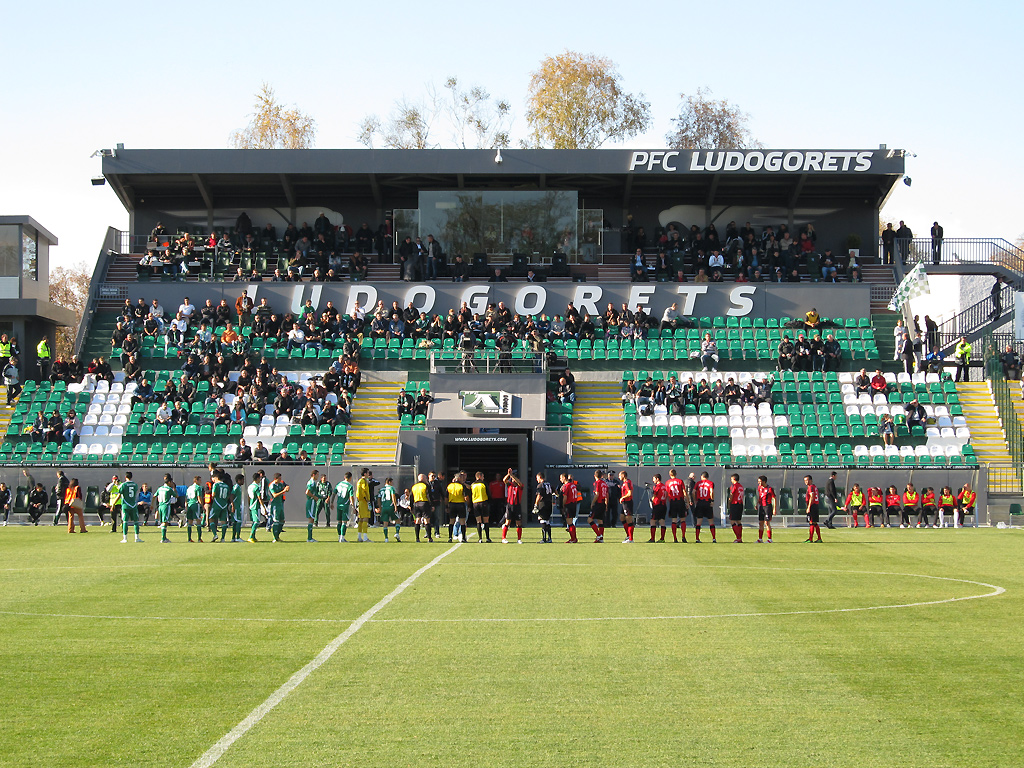
La Ludogorets Arena l'enceinte du Ludogorets Razgrad

## Sport
La ville de Razgrad est connue grâce à son club de football le Ludogorets Razgrad, champion de Bulgarie à plusieurs reprises, et qui participe régulièrement à la phase de groupe de la Ligue des Champions ou de la Ligue Europa. Le club joue à domicile au Ludogorets Arena (8 808 places).

## Galerie

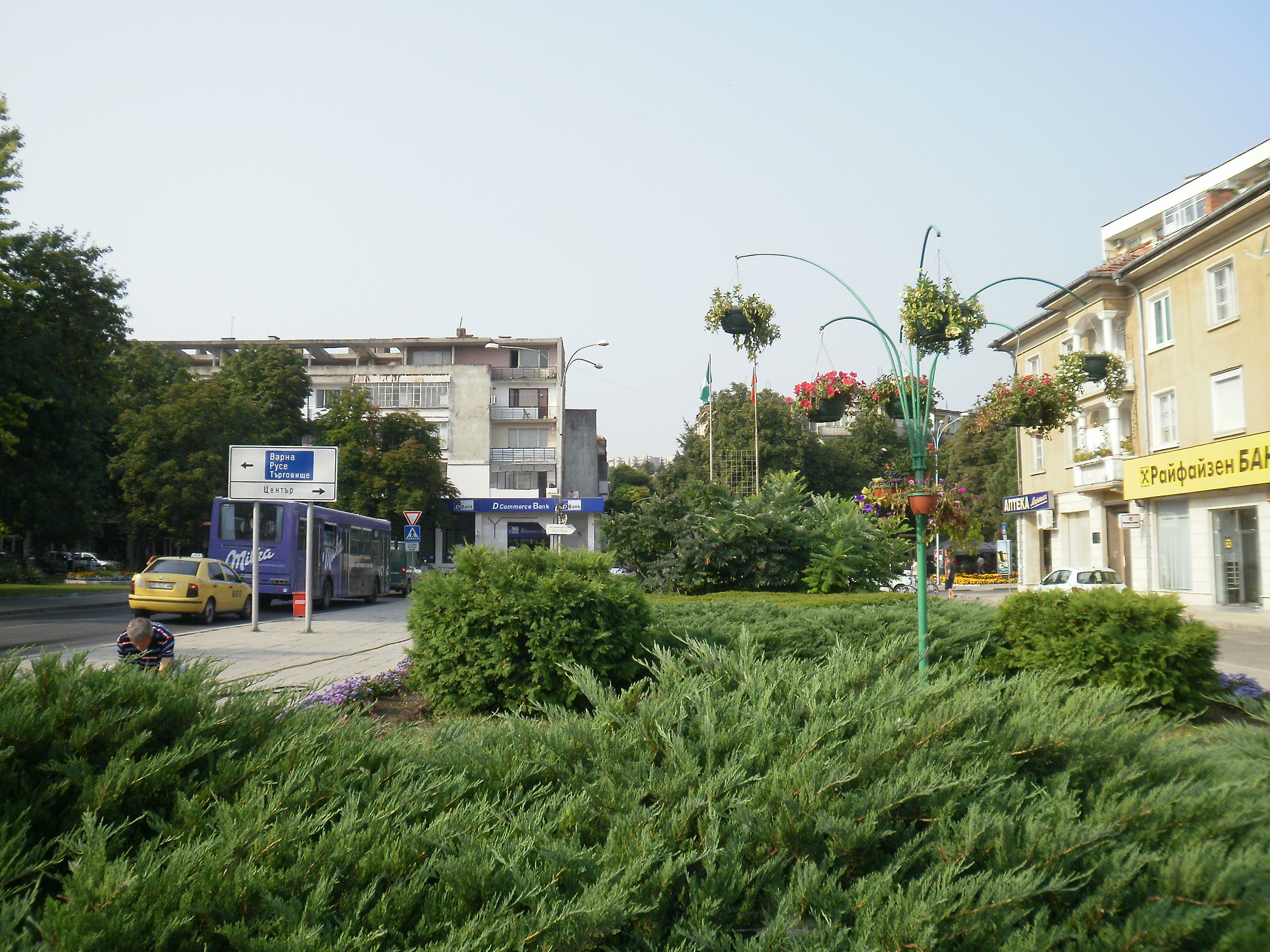
Le centre ville de Razgrad
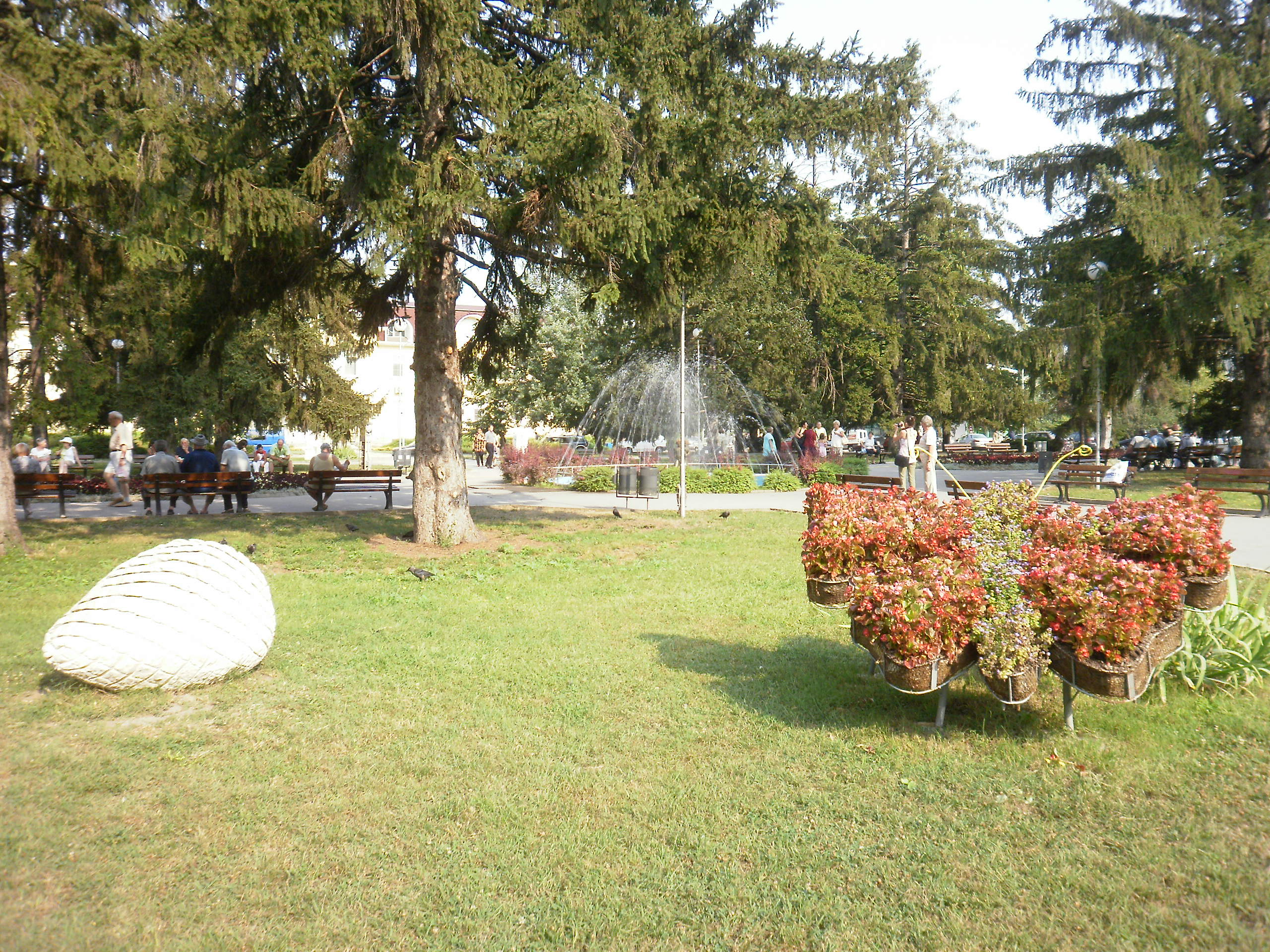
Un parc à Razgrad
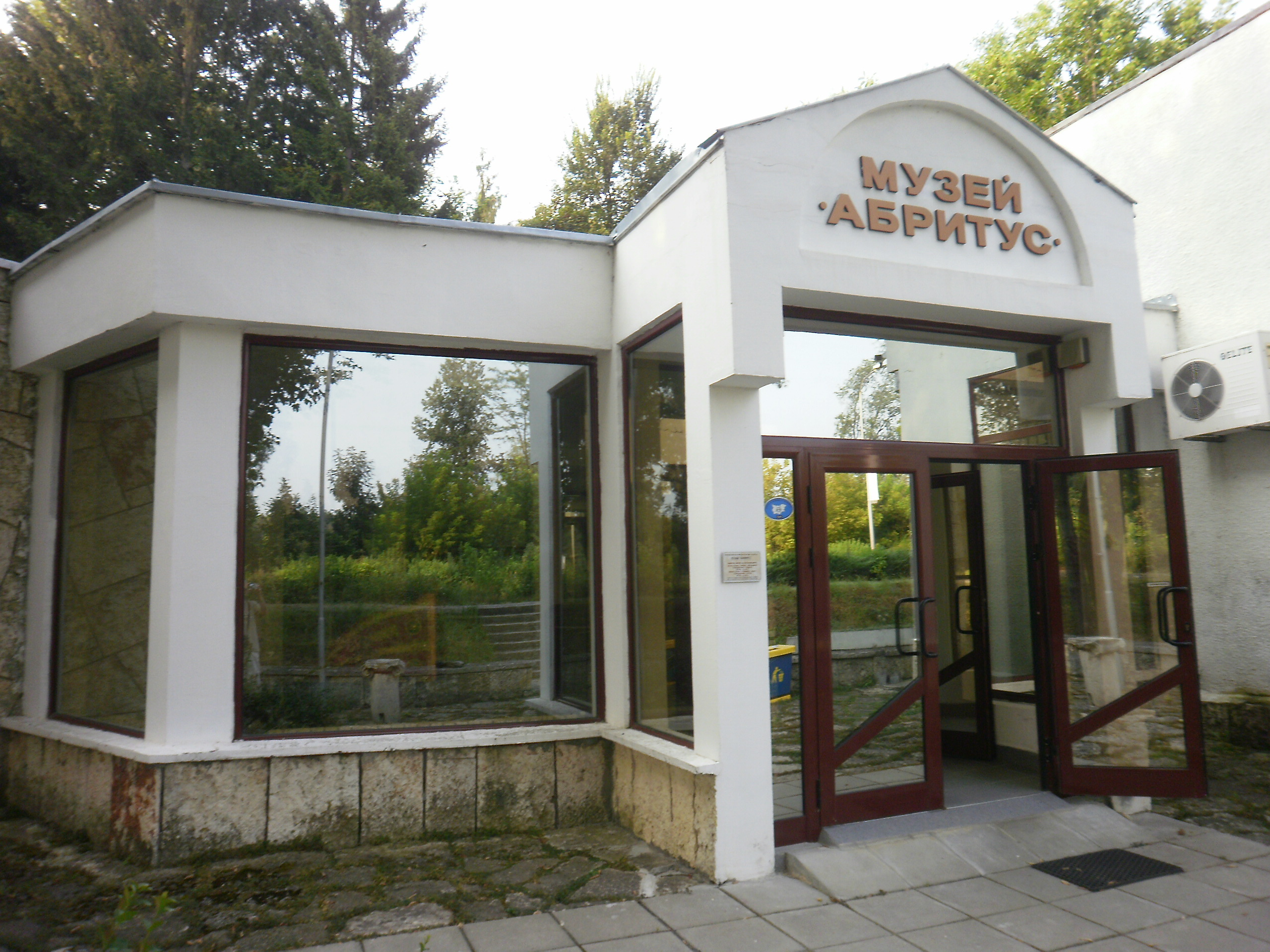
Le musée Abritus
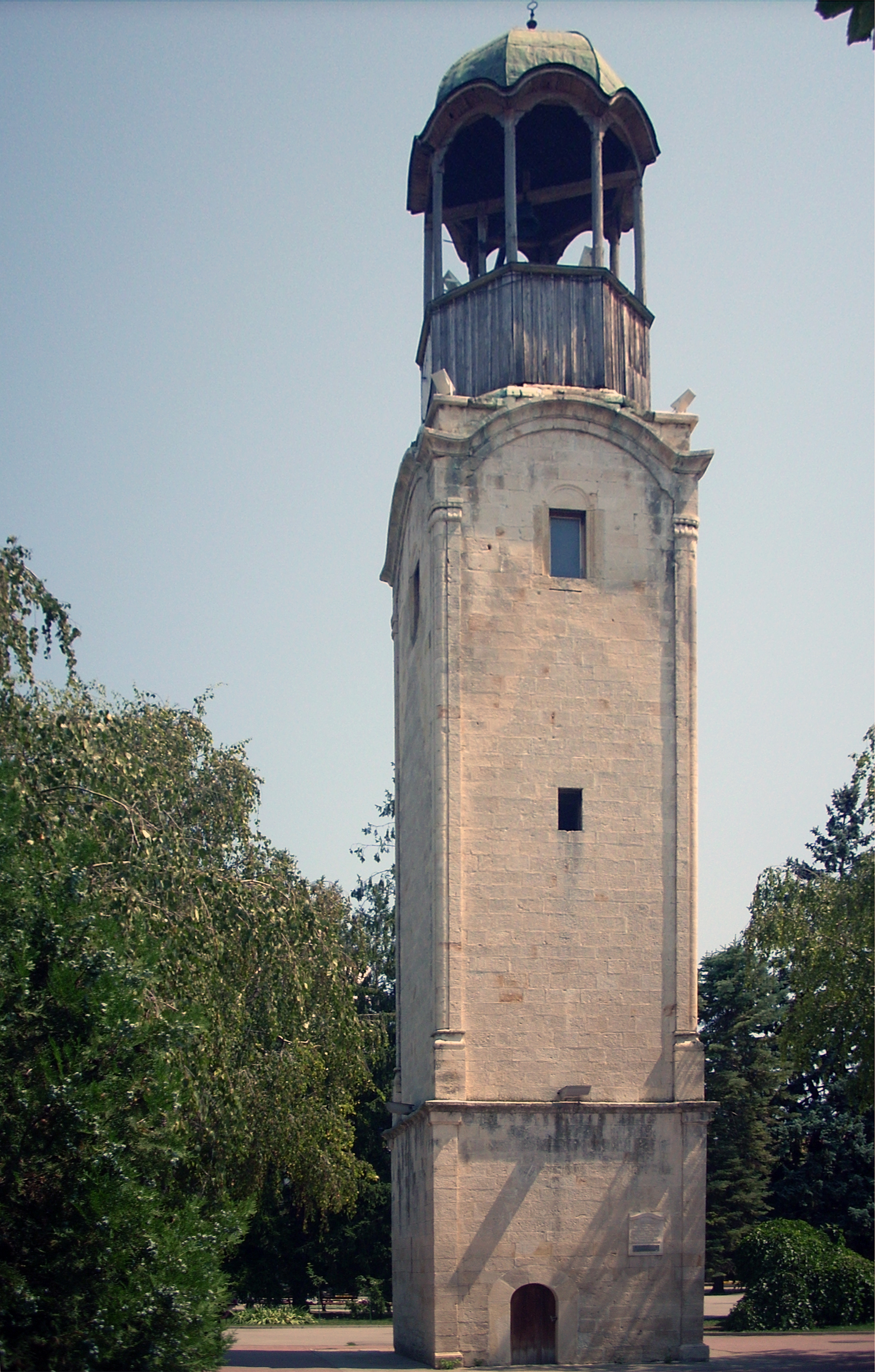
La tour d'horloge à Razgrad

## Jumelage
La ville de Razgrad est jumelée avec :
- Brunswick (États-Unis)
- Armagh (Irlande du Nord) depuis le 17 février 1997
- Châlons-en-Champagne (France) depuis le 8 mai 2005
- Assen (Pays-Bas)
- Wittenberge (Allemagne) depuis 2001
- Poznań (Pologne)
- Szombathely (Hongrie)
- Călăraşi (Roumanie) depuis le 27 novembre 2007
- Slobozia (Roumanie)
- Avcılar (Turquie) depuis 2000
- Odunpazarı (Turquie)
- Orel (Russie) depuis 1968
- Yangzhou (Chine) depuis 2001